# Arquitectura neobizantina en el Imperio ruso

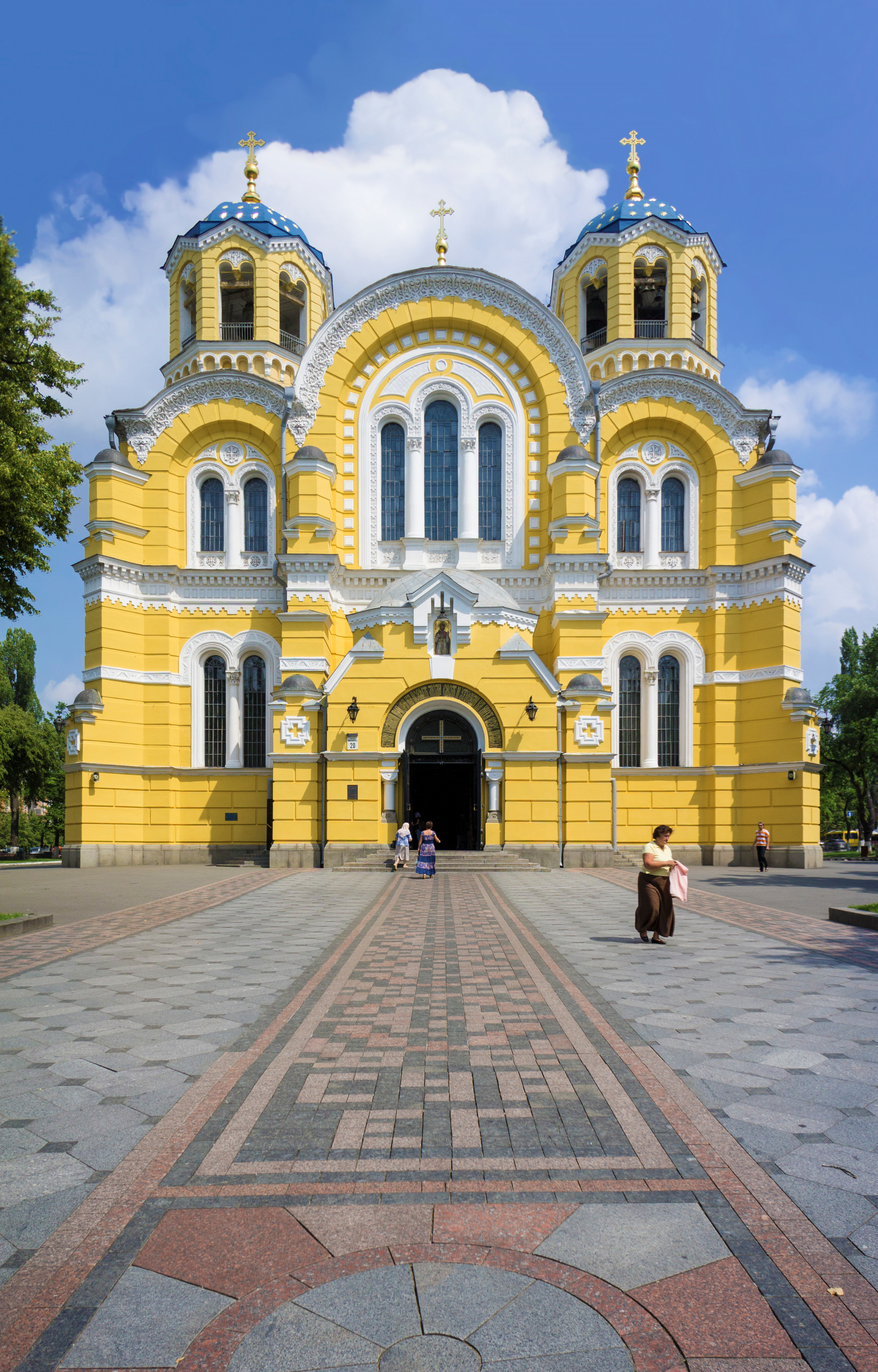
La catedral de San Vladímir en Kiev fue el primer diseño neobizantino aprobado para la construcción en el Imperio ruso (1852). Sin embargo, no fue el primero en completarse, ya que la construcción comenzó en 1859 y continuó hasta 1889.

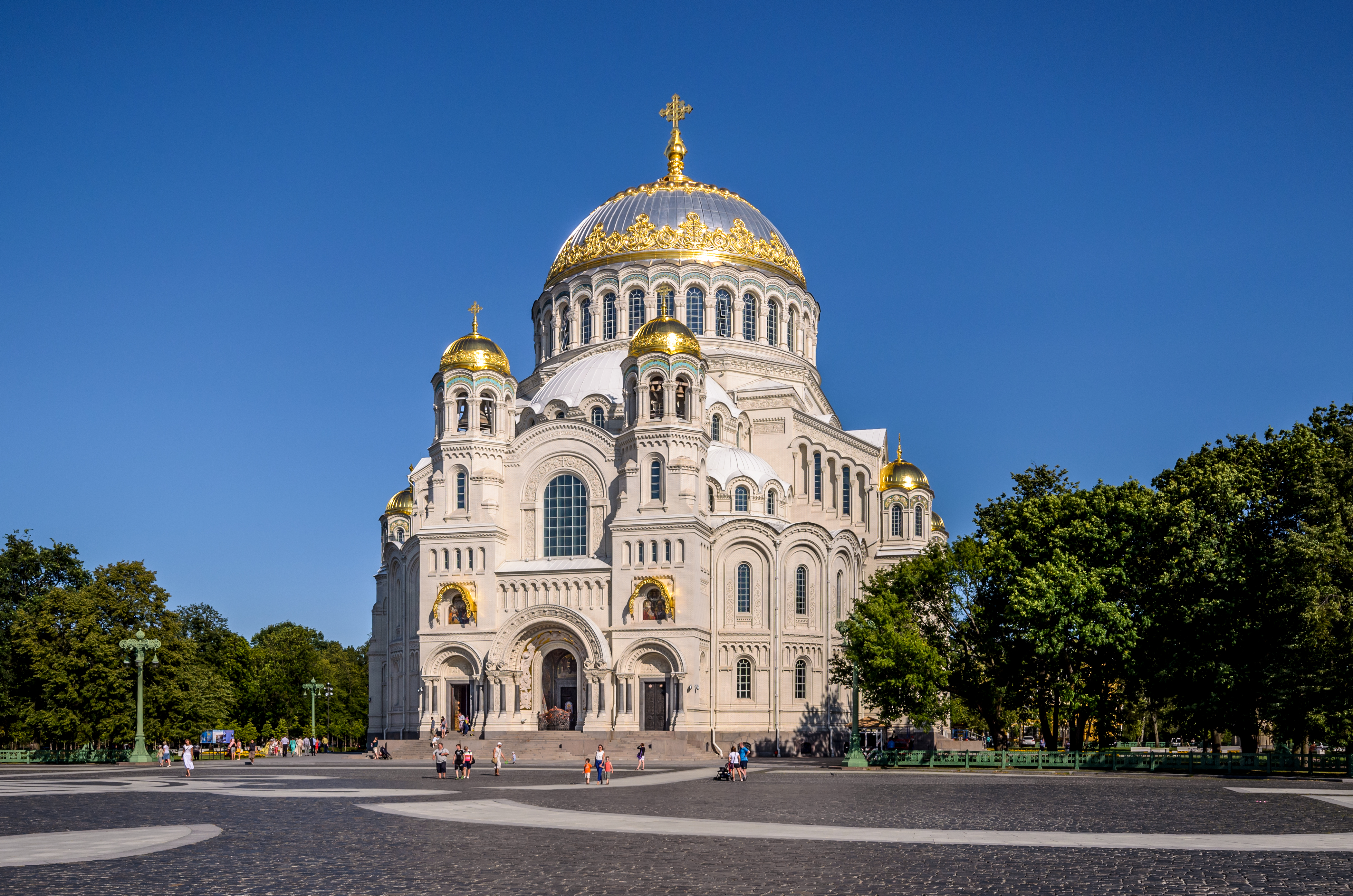
Catedral Naval de Kronstadt

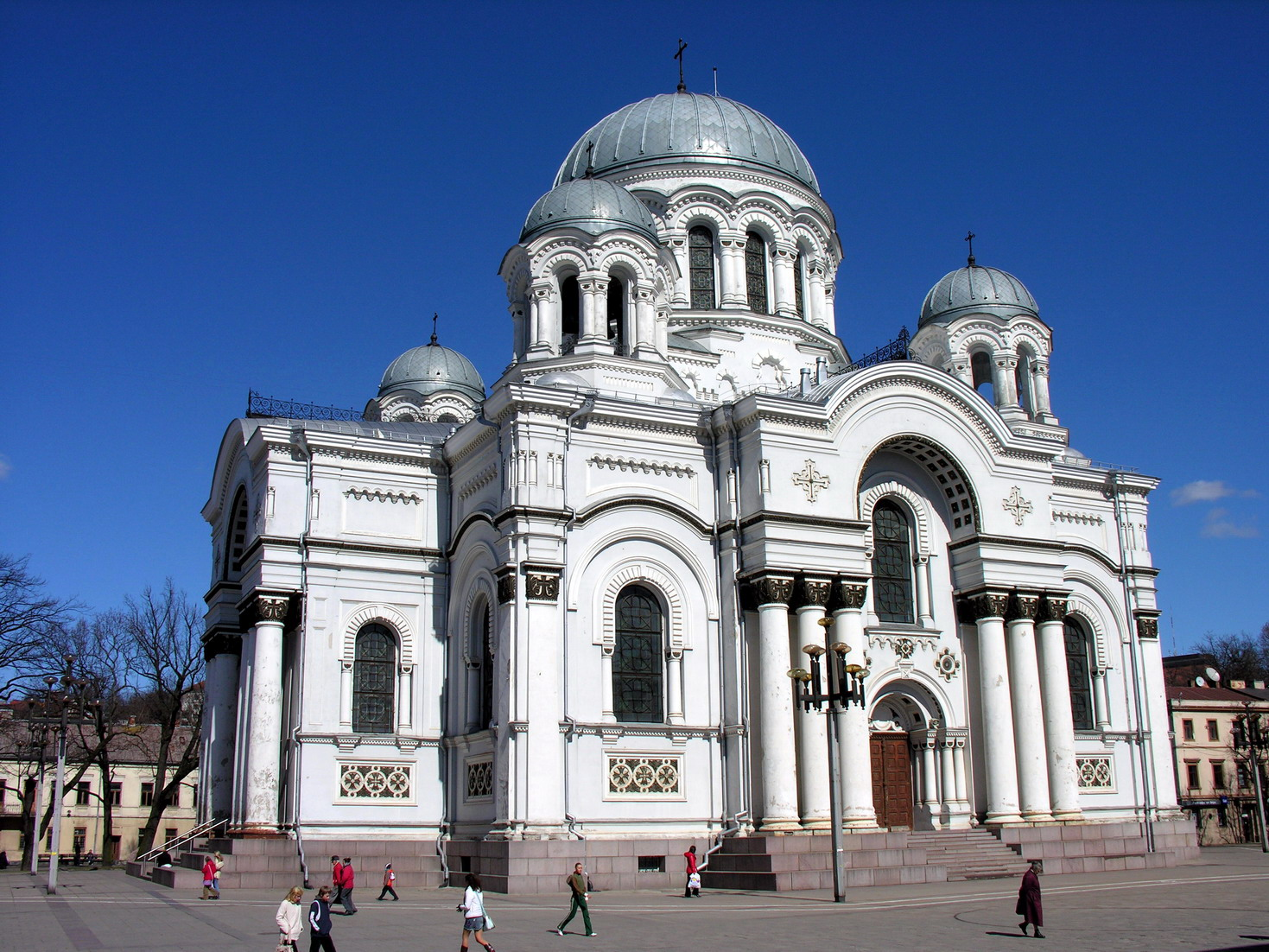
Iglesia de San Miguel Arcángel en Kaunas, construida en estilo romano-bizantino

La arquitectura neobizantina en el Imperio ruso surgió en la década de 1850 y se convirtió en el estilo arquitectónico preferido, y respaldado oficialmente, para la construcción de iglesias durante el reinado del zar Alejandro II (1855-1881), reemplazando el estilo ruso-bizantino de Konstantín Thon. Aunque Alejandro III cambió las preferencias del estado a favor del estilo neorruso tardío, la arquitectura neobizantina floreció durante su reinado (1881-1894) y continuó usándose hasta el estallido de la Primera Guerra Mundial. Algunos arquitectos emigrados blancos, después la revolución de 1917, se establecieron en los Balcanes y en Harbin y siguieron trabajando en diseños neobizantinos allí hasta la Segunda Guerra Mundial.
Inicialmente, los edificios de arquitectura neobizantina se concentraron en San Petersburgo y en Crimea, con algunos proyectos aislados emprendidos en Kiev y Tbilisi. En la década de 1880, los diseños neobizantinos se convirtieron en la opción preferida para la expansión de la iglesia ortodoxa rusa en las fronteras del Imperio: Congreso de Polonia, Lituania, Besarabia, Asia Central, Cáucaso Norte, Bajo Volga y huestes cosacas; en la década de 1890, se extendieron desde la región de los Urales hacia Siberia siguiendo la aparición de nuevas ciudades a lo largo del emergente ferrocarril Transiberiano. También se construyeron iglesias neobizantinas patrocinadas por el estado en Jerusalén, Harbin, Sofía y en la Riviera francesa. La construcción no religiosa en estilo neobizantino fue poco común y la mayoría de los ejemplos existentes que se construyeron fueron hospitales y hospicios durante el reinado de Nicolás II.

## Historia

### Contexto

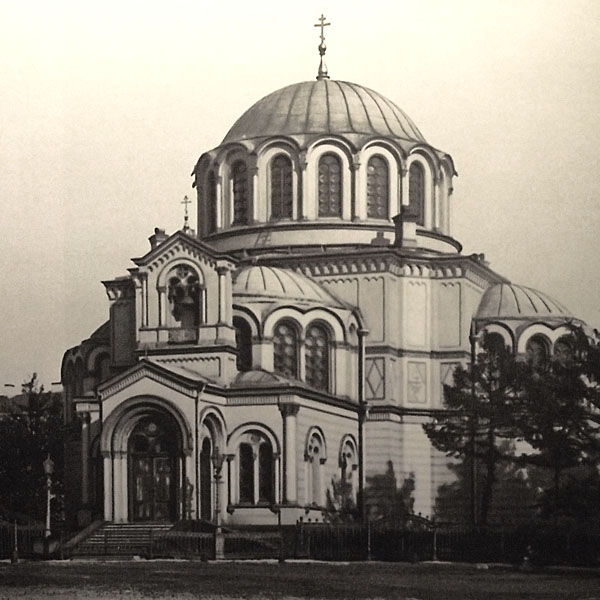
Iglesia de Dmitri Solunski en San Petersburgo (1861–1866) de Román Kuzmín, un ejemplo temprano del estilo.

La última parte del gobierno de Alejandro I estuvo marcada por la aplicación estatal del estilo Imperio como único estilo arquitectónico para la construcción religiosa, pública y privada (catedral de Kazán (1801-1811), puerta de Narva (1814), plaza del Palacio (1819-1829), columna de Alejandro (1830-1834) o Nuevo Hermitage (1841-1842)). Este monopolio de un estilo único se levantó a principios de la década de 1830; puesto que Nicolás I promovía los diseños eclesiásticos eclécticos de Konstantín Thon, algunos arquitectos (Mijaíl Bykovski) y los círculos artísticos en general (Nikolái Gógol) pidieron la liberalización general de los procedimientos de los permisos de construcción, insistiendo en la libertad del arquitecto para elegir el estilo que mejor se adaptara a las funciones del edificio y a las preferencias de sus clientes. Por ello a finales de la década de 1840 la arquitectura civil rusa se diversificó en varios estilos revival (neogótico, por Bykovski, Neorrenacimiento, por Thon), mientras que los nuevos proyectos eclesiásticos se inclinaban hacia el «Álbum de diseños modelo» de Thon o el neoclasicismo.
El reinado de Nicolás I estuvo marcado por la expansión persistente de Rusia, tanto en forma de colonización de territorios adquiridos anteriormente en Occidente y en el sur (particiones de Polonia-Lituania, Novorossiya, Crimea, el Cáucaso) como en forma de una intervención creciente en la Cuestión Oriental. Nicolás compartió las aspiraciones de sus predecesores en el Bósforo y los Dardanelos, y participó en una disputa con Francia por el control de los santuarios de Tierra Santa que provocaron la Guerra de Crimea. Las políticas orientales del estado despertaron el interés público y patrocinaron la realización estudios académicos en la historia y la cultura del Imperio bizantino. La expansión de la iglesia ortodoxa rusa en los nuevos territorios facilitó nuevos proyectos de construcción a gran escala que debían integrarse en los entornos locales.
La Academia Imperial de las Artes, supervisada de cerca por Nicolás, apoyó los estudios del Oriente y específicamente de Bizancio, pero el mismo Nicolás despreciaba la arquitectura bizantina. Iván Strom, uno de los arquitectos de la catedral de San Vladímir en Kiev, recordaba a Nicolás diciendo «No puedo soportar este estilo, sin embargo, a diferencia de otros, lo permito».. La aprobación real fue posible gracias a la realización de estudios académicos de la arquitectura de la Rus de Kiev en la década de 1830-1840 que, por primera vez, intentaron reconstruir la forma inicial de las catedrales de Kiev y las establecieron como el eslabón perdido entre Bizancio y la gran arquitectura de la ciudad de Veliki Nóvgorod.
La catedral de San Vladímir se convirtió en el primer proyecto neobizantino aprobado por el emperador (1852). La Guerra de Crimea, la falta de fondos (la catedral fue financiada a través de donaciones privadas) y algunos errores severos de ingeniería retrasaron su finalización hasta la década de 1880. Los primeros proyectos neobizantinos que se completaron aparecieron después de la muerte de Nicolás: los interiores de la iglesia de San Sergio de Radonezh en el monasterio Strelna, diseñado por Alekséi Gornostáev (1859), y una pequeña capilla del palacio Mariinsky diseñada por Grigori Gagarin (1860).

### Respaldo real

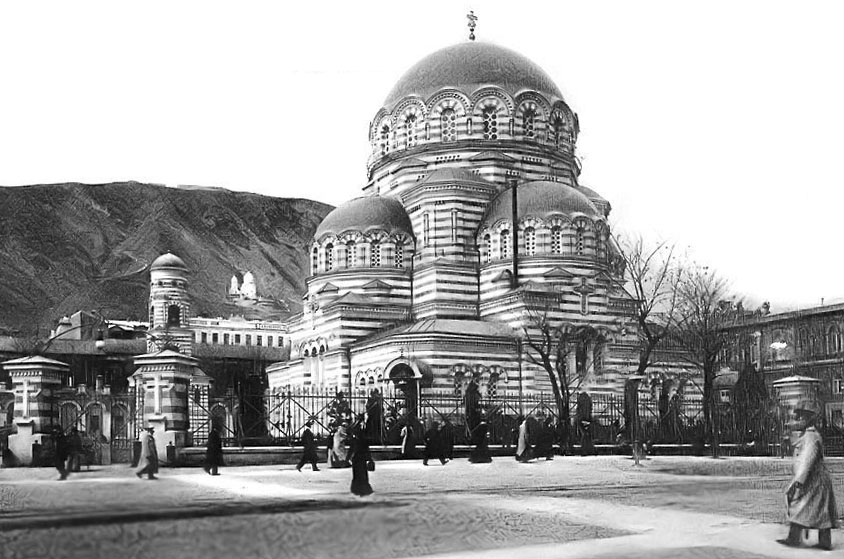
La composición de la catedral de Tbilisi se convirtió en el modelo de facto mucho antes de que se completara. Nótese el pequeño campanario, completamente separado en el patio trasero.

El príncipe Grigori Gagarin, que había servido como diplomático en Constantinopla y en el Cáucaso, se convirtió en el partidario más influyente del estilo bizantino, gracias a sus estudios publicados sobre la herencia vernácula del Cáucaso y de Grecia, así como por los servicios a la emperatriz María Aleksándrovna y a la gran duquesa María Nikoláievna (hermana de Alejandro II y presidente de la Academia Imperial de las Artes). Ya en 1856, la emperatriz María Aleksándrovna expresó su voluntad de ver nuevas iglesias ejecutadas en estilo bizantino.
La primera de estas iglesias fue construida en 1861-1866 en la plaza Griega de San Petersburgo. El arquitecto Román Kuzmín (1811–1867) siguió vagamente el canon de Hagia Sophia: una cúpula aplanada combinada con una arcada cilíndrica que descansaba sobre un cuerpo de edificación principal cúbico. Kuzmín, sin embargo, añadió una característica novedosa: en lugar de los dos ábsides típicos de los prototipos bizantinos, usó cuatro. Este diseño en forma de cruz fue refinado en 1865 por David Grimm, que extendió verticalmente la edificación aplanada de Kuzmín. Aunque el diseño de Grimm permaneció sobre el papel durante más de 30 años, su composición básica se volvió casi universal en la práctica en la construcción rusa.

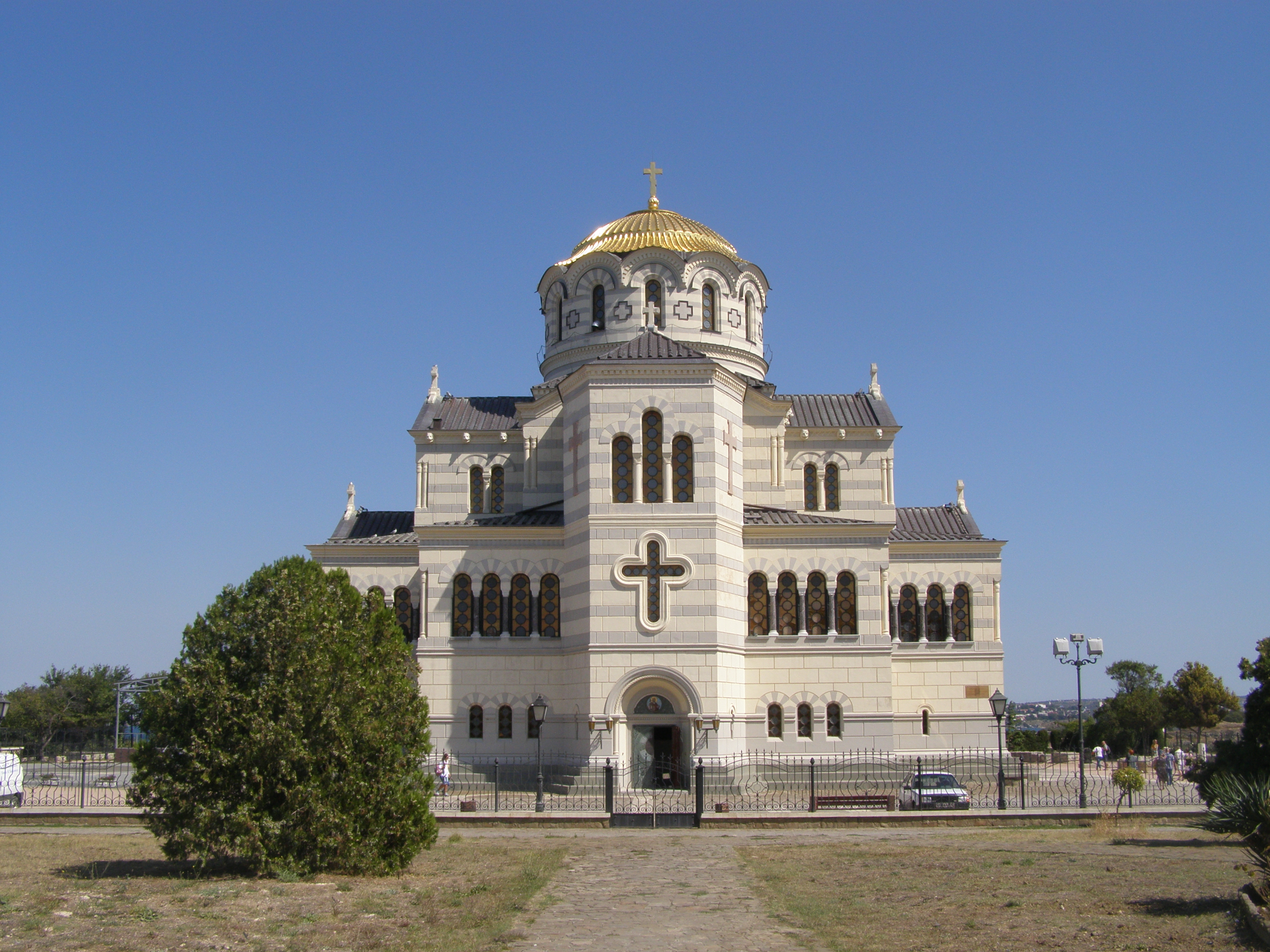
Catedral de San Vladímir en Quersoneso, obra de David Grimm (diseñada en 1858-1859, completada en 1897)

Otra tendencia también fue propiciada por el diseño de Grimm de la catedral de San Vladímir en Quersoneso (diseñada en 1858-1859, completada en 1897). La iglesia, construida sobre las ruinas de una antigua catedral griega, fue patrocinada por Alejandro II. Grimm, también historiador de la herencia caucásica, había sido elegido por María Aleksándrovna, muy probablemente por consejo de Gagarin y de María Nikoláievna. Su edificación en forma de cruz usaba una compleja sucesión de formas simples escalonadas. Grimm restringió el uso de las superficies curvilíneas solamente al domo principal; los ábsides y sus techumbres eran poligonales, en línea con los prototipos georgianos y armenios. Esta variedad "lineal" de la arquitectura bizantina se mantuvo poco común en el siglo XIX, pero aumentó en popularidad en el reinado de Nicolás II.
A pesar del apoyo de la familia real, el reinado de Alejandro II no produjo muchos ejemplos de este estilo: la economía, paralizada por la guerra de Crimea y después afectada por las reformas de Alejandro, era demasiado débil para soportar los grandes proyectos constructivos. Una vez comenzados, los proyectos se retrasaron durante décadas. Por ejemplo, el proyecto de Alekséi Avdéyev de la catedral de Sebastopol fue aprobado en 1862, pero el trabajo real no comenzó hasta 1873. Los cimientos, construidos antes de la guerra, ya estaban en su lugar pero la construcción se prolongó lentamente hasta 1888, consumiendo literalmente la vida del arquitecto. La catedral de Tbilisi de David Grimm, diseñada en 1865, no se inició hasta 1871 y pronto fue abandonada; la construcción se reanudó en 1889 y se completó en 1897. Grimm murió un año después.

### Proliferación

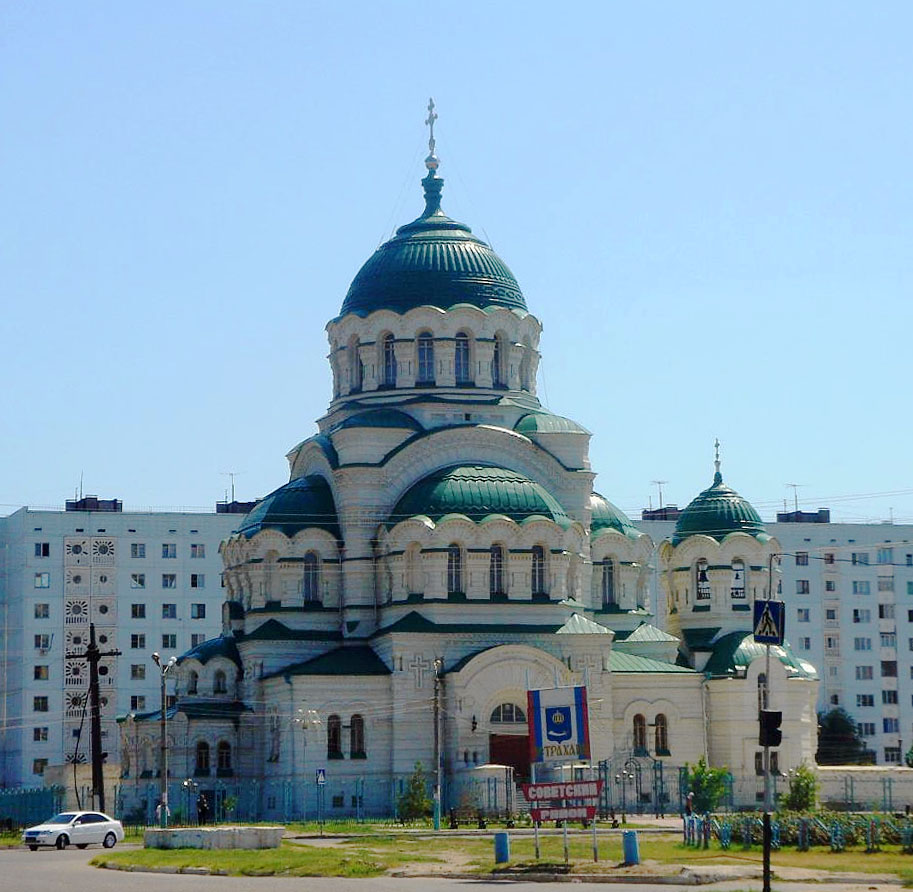
En 1888, Vasili Kosiakov encontró la proporción última de un diseño de domo único. Los planos de su iglesia de Astracán se copiaron en Kamianéts-Podilskyi antes de que se completara el original (1895-1904).

La construcción de iglesias y la economía, en general, remontaron en el reinado de Alejandro III (1881–1894). En trece años y medio, las propiedades de la iglesia ortodoxa rusa aumentaron en más de 5.000 lugares de culto; en 1894 había 47.419 templos, incluidas 695 catedrales principales. La mayoría de los nuevos templos, sin embargo, pertenecían a la variante del estilo neorruso de finales del siglo XIX que se convirtió en el estilo oficial de Alejandro III. El giro en las preferencias del estado fue señalado en 1881-1882 por dos concursos arquitectónicos para el diseño de la iglesia del Salvador sobre la sangre derramada en San Petersburgo. Ambos concursos estuvieron dominados por diseños neobizantinos, pero Alejandro los despidió a todos y finalmente otorgó el proyecto a Alfred Parland, estableciendo la preferencia estilística de la siguiente década. Sin embargo, las características muy publicitadas de Salvador sobre la sangre —un techo central con cubierta en pabellón, adornos excesivos en ladrillo rojo y una clara referencia a las reliquias de Moscú y Yaroslavl del siglo XVII— se copiaron instantáneamente en muchas iglesias más pequeñas.
Casi todas de las más de 5000 iglesias atribuidas al reinado de Alejandro III se financiaron a través de donaciones públicas. El 100% de la financiación del estado quedó reservada para algunas iglesias palaciegas que atendían directamente a la familia real. Algunas iglesias "militares" construidas en bases militares y navales si fueron cofinanciadas por el estado, conjuntamente con los oficiales y mediante la suscripción popular entre civiles. Por ejemplo, la iglesia bizantina del 13.° Regimiento de infantería en Manglisi (Georgia), diseñada para acomodar a 900 fieles, costó 32.360 rublos, de los cuales solo 10.000 fueron provistos por el tesoro del estado. Dicho lugar es famoso por su Catedral de Manglisi que data de los años 330.
La preferencia por el neorruso no significaba aversión a la arquitectura bizantina. Alejandro sí mostró una clara aversión al barroco y al neoclasicismo del siglo XVIII que despreció como símbolos del absolutismo Petrino; sin embargo, la arquitectura neobizantina le parecía un "camino intermedio" aceptable. Los arquitectos de estilo neobizantino del reinado anterior formaron una escuela numerosa con clientes leales, incluido el clero mayor. Paradójicamente, la escuela bizantina se concentró en el Instituto de Ingenieros Civiles, que también proporcionó una cátedra de departamento a Nikolái Sultánov, líder informal del neorruso y asesor de Alejandro III. Vasili Kosiakov, un graduado de Sultánov, se hizo famoso por las iglesias neobizantinas en San Petersburgo (1888–1898) y Astracán (diseñada en 1888, construida en 1895–1904), pero solo consiguió ser tan exitoso en pocos proyectos de neorruso (catedral naval de Libava, 1900–1903). Dos escuelas coexistieron en un ambiente de trabajo normal, al menos en San Petersburgo.
La arquitectura neobizantina del reinado de Alejandro III dominó en tres nichos geográficos. Fue el estilo elegido por el clero ortodoxo y por los gobernadores militares en el Congreso de Polonia y Lituania (catedrales en Kaunas, Kielce, Łódź, Vilnius); en las regiones meridionales (Járkov, Novocherkassk, Rostov del Don, Samara, Sarátov y en numerosos asentamientos de huestes cosacas); y en los Urales (de Perm a Orenburg). En 1891, la lista se amplió con las ciudades siberianas que iban emergiendo a lo largo del ferrocarril Transiberiano.
Las provincias del este y del sur participaron en grandes proyectos neobizantinos diseñados por antiguos alumnos del Instituto de Ingenieros Civiles. La arquitectura provincial estaba frecuentemente dominada por un único arquitecto local (Alexander Bernardazzi, en Besarabia; Alexander Yaschenko, en el sur de Rusia; o Alexander Turchevich, en Perm), lo que explica la existencia de grupos regionales de iglesias aparentemente similares. Los arquitectos generalmente seguían el estándar establecido por Kuzmín y Grimm, o el diseño clásico de cinco domos, con algunas excepciones notables. La catedral de Járkov (1888–1901) fue diseñada para 4.000 fieles e igualaba en altura al Gran campanario de Iván el Grande en el Kremlin. La catedral de la fortaleza de Kovno (1891–1895, para 2.000 fieles), contrariamente al canon bizantino, estaba adornada con columnas corintias, dando lugar al estilo «romano-bizantino».
La indiferencia de Alejandro hacia la arquitectura bizantina en realidad aumentó su atractivo para los clientes privados: el estilo ya no estaba reservado para la Iglesia. Los elementos del arte bizantino (filas de arcos, mampostería en bandas de dos tonos) fue una decoración común de las fábricas de ladrillos y en los edificios de apartamentos. Se mezclaron fácilmente con las tradiciones neorrománicas o moriscas, como en la Ópera de Tbilisi, diseñada por Victor Schroeter. El eclecticismo bizantino-ruso se convirtió en la opción preferida para los hospicios municipales y privados en Moscú. La tendencia fue iniciada por la iglesia de Alexander Ober del hospicio Rukavíshnikov (1879) y culminó en la aún existente casa de beneficencia Boyev en Sokólniki (Alexander Ober, 1890). El clero de Moscú, por el contrario, no encargó una sola iglesia neobizantina entre 1876 (iglesia del icono de Kazán, en Kaluga Gates) y 1898 (catedral de la Epifanía en Dorogomílovo).

### Reinado de Nicolás II

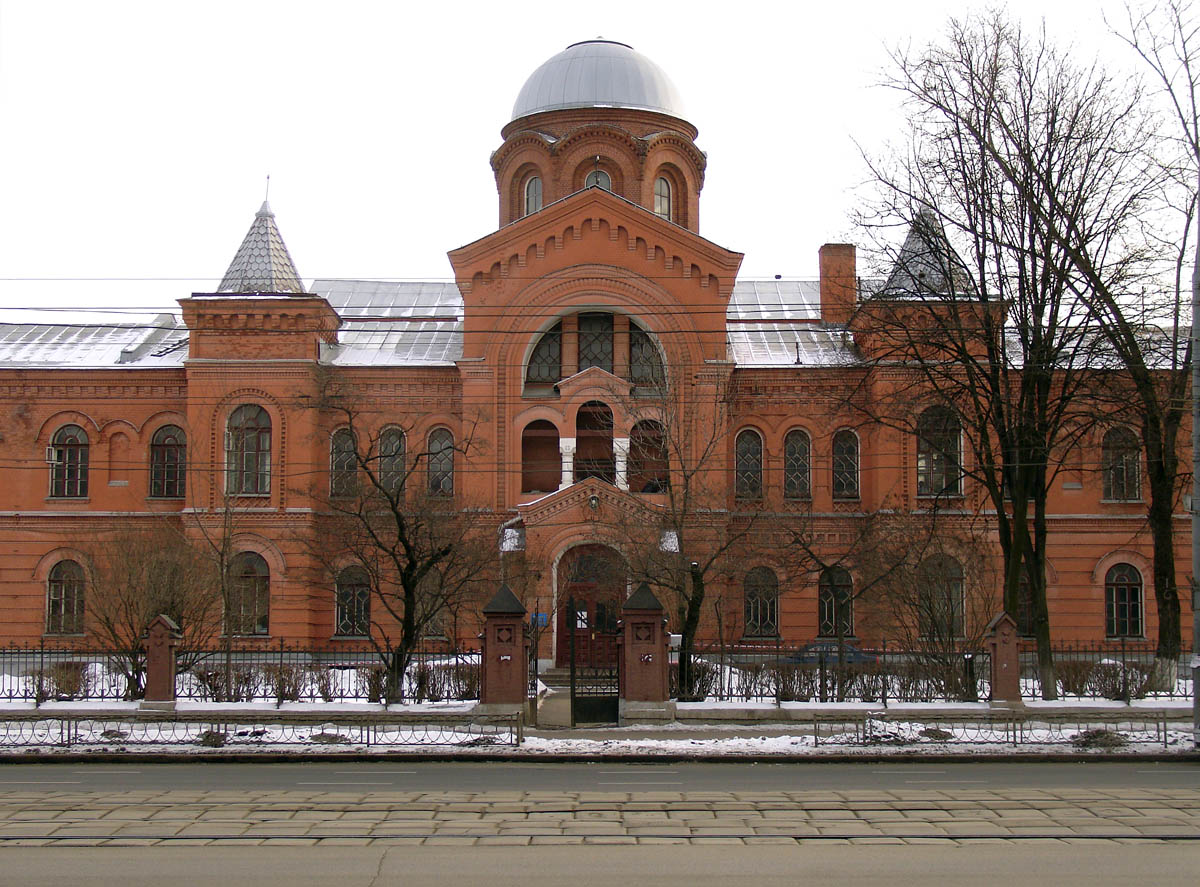
El hospicio de los hermanos Bóyev en Sokólniki, Moscú, se completó poco después del ascenso de Nicolás II. Los techos de las torres laterales se toman prestados del conjunto de herramientas del revival neorruso contemporáneo.

Los gustos personales del último emperador fueron un crisol: promovió el arte ruso del siglo XVII en el diseño de interiores y en el vestuario, pero mostró aversión a la arquitectura historicista neorrusa. Nicolás, o su Ministerio de la Corte, no demostró una preferencia duradera por ningún estilo; su último encargo privado, la dacha Inferior en Peterhof, era un diseño bizantino que seguía una serie de edificios neoclásicos rusos. La construcción financiada por el estado fue en gran parte descentralizada y administrada por estadistas individuales que ya tenían sus propias agendas. Durante un breve período anterior, a la desastrosa guerra Ruso-Japonesa, el estilo bizantino aparentemente se convirtió en la opción de estado, al menos de la Armada Imperial que patrocinó proyectos de construcción de alto perfil en las bases metropolitanas y en el extranjero.
La arquitectura de los últimos veinte años del Imperio ruso estuvo marcada por una rápida sucesión de Art Nouveau y revival neoclásico. Estos estilos dominaron el mercado de la construcción privada, pero no lograron obtener un nicho firme en los proyectos oficiales de la Iglesia ortodoxa rusa. Sin embargo, las ideas del Art Nouveau se infiltraron lentamente en la arquitectura bizantina tradicional. Su influencia fue obvia en el mobiliario de las iglesias bizantinas tradicionales (catedral Naval de Kronstadt). Miembros que practicaban el estilo Art Nouveau (Fiódor Schechtel, Serguéi Soloviov) y de las escuelas neoclásicas (Vladímir Adamóvich) crearon sus propias versiones del estilo neobizantino, ya fuese altamente decorativo (iglesia de Schechtel, en Ivánovo) o, por el contrario, simplificado (iglesia de Soloviov, en Kúntsevo). Finalmente, la variedad norteña de Art Nouveau (Iliá Bondarenko) se convirtió en el estilo de los legalizados viejos creyentes.
La fragmentación del estilo en proyectos de pequeña escala se desarrolló en paralelo a la construcción de cuatro catedrales neobizantinas, muy grandes y conservadoras: la catedral Naval de Kronstadt, las catedrales de Tsaritsyn, Poti (actual Georgia) y Sofía (Bulgaria). Tres de ellas (Kronstadt, Poti, Sofía) fueron un claro homenaje a Hagia Sofia; sus autores aparentemente descartaron la «regla de oro» del diseño de un domo único establecida en las décadas anteriores. Se desconocen los motivos exactos de ese cambio de estilo; en el caso de la catedral de Kronstadt, se puede rastrear hasta la intervención directa del almirante Makárov.
La catedral de Poti, diseñada por Alexander Zelenko y Robert Marfeld, fue inusual por ser el primer gran proyecto eclesiástico construido con hormigón armado. Se completó estructuralmente en una sola temporada de construcción (1906-1907); el proyecto completo tomó menos de dos años (noviembre de 1905 - julio de 1907), un récord absoluto para la época. La catedral de Kronstadt, que también empleaba hormigón, fue completada estructuralmente en cuatro temporadas de construcción (1903-1907) debido a los retrasos causados por la revolución de 1905. A otros proyectos no les fue tan bien: la catedral de Dorogomílovo en Moscú (1898-1910), diseñada para ser la segunda más grande de la ciudad, padeció la escasez de dinero y, al final, se consagró de forma incompleta y simplificada.

### Emigración
La revolución de 1917 terminó con la rama rusa de la arquitectura bizantina, pero encontró una vida futura inesperada en Yugoslavia a través del apoyo personal del rey Alejandro I de Yugoslavia. Alejandro patrocinó proyectos de iglesias bizantinas realizadas por arquitectos emigrados blancos en Belgrado, Lazarevac, Požega y otras ciudades. Serbia y Montenegro se convirtieron en un nuevo hogar para más de mil trabajadores de la construcción y profesionales llegados desde Rusia. La inmigración rusa a Yugoslavia, estimada en 40-70000 personas, fue bienvenida por el gobierno como un reemplazo rápido de profesionales asesinados en la Primera Guerra Mundial. Solamente a Vasili Andrósov se le acredita la autoría de 50 iglesias bizantinas construidas en el período de entreguerras. Y fueron pintores rusos los que crearon los interiores del monasterio de Presentación y la histórica iglesia de Ružica.
La diáspora rusa en Harbin produjo dos catedrales neobizantinas en el periodo de entreguerras. La más grande, la catedral de la Anunciación, fue diseñada y construida por Borís Tustanovski en 1930-1941, y luego fue destruida durante la Revolución Cultural. Fue notable como una de las pocas grandes basílicas ortodoxas rusas. Una más pequeña, aún existente, la Iglesia de la Intercesión de la Virgen María, con un esquema de domo único diseñada en 1905 por Yuri Zhdánov, fue construida en una sola temporada en 1922. Ha sido el único lugar de culto ortodoxo de Harbin desde 1984.

## Estilo definido

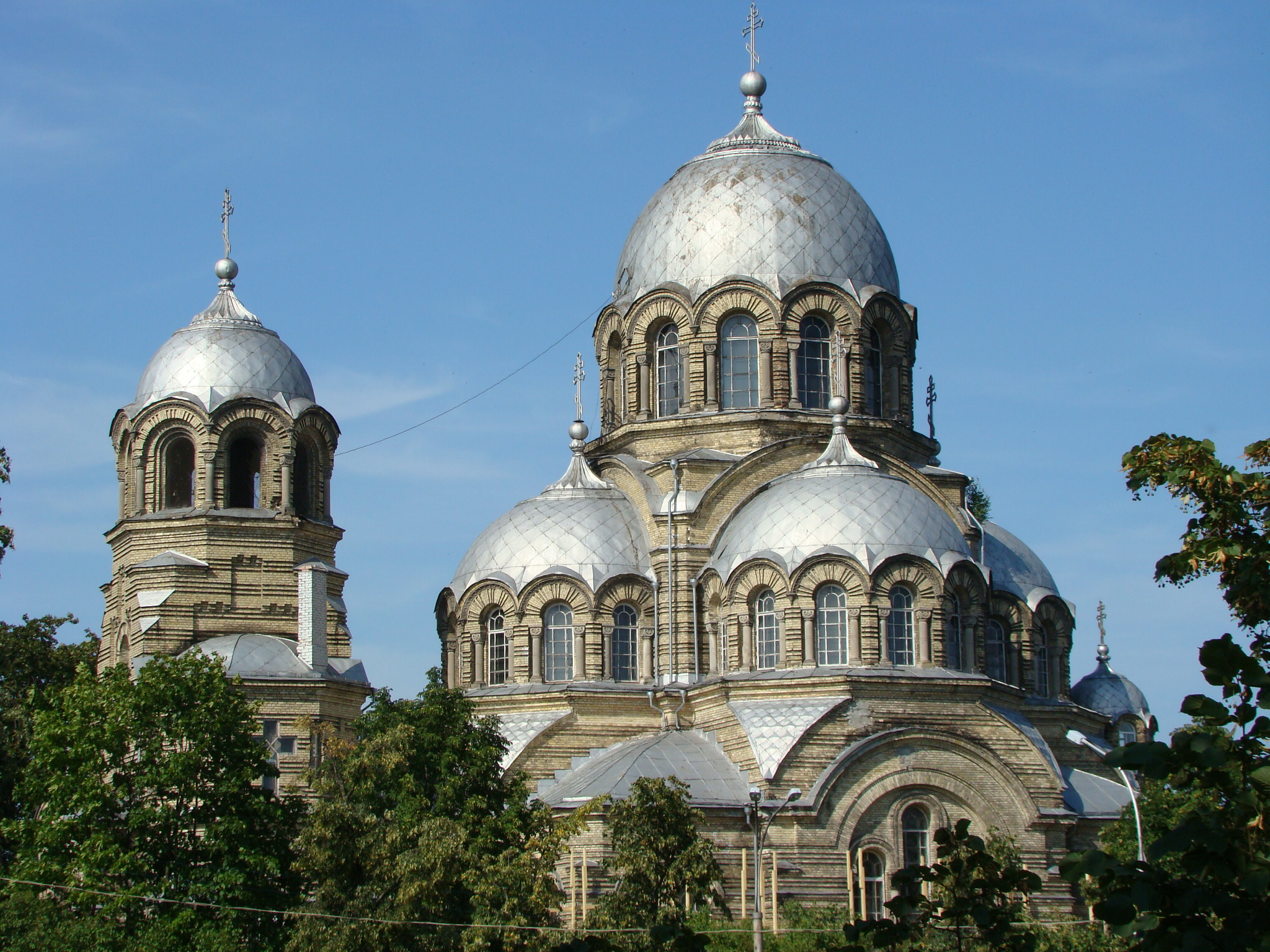
La iglesia de Theotokos Orans (Nuestra Señora del Signo) en Vilnius (1899-1903) muestra las características típicas del neobizantino desarrollado: dos tonos, rayados, mampostería; cuatro ábsides simétricos firmemente fusionados en la cúpula principal, creando un contorno triangular alto; arcadas que se mezclan con las cúpulas; y un campanario relativamente pequeño, claramente subordinado a la cúpula principal. También es típico como un signo de la expansión ortodoxa administrada por el estado en la religiosamente diversa Lituania.

### Detalles
La arquitectura neobizantina, a diferencia de otros estilos revival contemporáneos, era fácilmente identificable por un conjunto rígido de herramientas decorativas. Algunos ejemplos del estilo se desviaron hacia el caucásico, el neoclásico y el románico, pero todos siguieron la regla básica del diseño de cúpula y arcada de la Constantinopla medieval:
- Cúpulas hemisféricas. Las iglesias bizantinas fueron siempre coronadas con simples cúpulas hemisféricas. A veces, como en la iglesia de Theotokos Orans (iglesia de Nuestra Señora de la Señal) en Vilnius, presentaban una pequeña punta puntiaguda en la base de una cruz; de lo contrario, la cruz se montaba directamente en el ápice aplanado de la cúpula. Se descartaron las cúpulas de cebolla y las cubiertas en pabellón de la arquitectura vernácula rusa; permanecieron como características exclusivas de la arquitectura revival rusa patrocinada por Alejandro III, ya que eran considerablemente más pesadas y más costosas que las cúpulas del mismo diámetro.[Sav.2 9]

- Mezcla de arcos y cúpulas. La característica más visible de las iglesias bizantinas es la ausencia de una cornisa formal entre la cúpula y su soporte. En cambio, la arcada soportante se mezcla directamente con el techo del domo; la cubierta de estaño fluye suavemente alrededor de los arcos. Los arcos se diseñaron para obtener un aislamiento máximo a través de las amplias aberturas de ventanas. Algunos diseños (catedral de Sebastopol, 1862-1888; iglesia de Livadia, 1872-1876) también tenían contraventanas de madera con recortes circulares, como se usaban en el Bizancio medieval. En el siglo XX, ese patrón se reprodujo en piedra (iglesia de Kúntsevo, 1911), reduciendo el aislamiento.

- Mampostería expuesta. El canon neoclásico impuesto por Alejandro I requería que las superficies de mampostería estuvieran terminadas en estuco enrasado. Los arquitectos revival bizantinos y rusos se apartaron radicalmente de esta regla; en su lugar, confiaron en exponer los ladrillos exteriores. Aunque el ladrillo visto dominaba la escena, no era universal; el estuco exterior permaneció en uso, especialmente en la primera década del reinado de Alejandro II.

- Mampostería en bandas de dos tonos. Los arquitectos rusos tomaron prestada la tradición bizantina de adornar las superficies planas de los muros con patrones de rayas o bandas horizontales. Por lo general, anchas bandas de ladrillo rojo oscuro se entrelazaban con bandas estrechas amarillas de ladrillo gris, ligeramente remetidas en la pared. El inverso (bandas rojas oscuras sobre fondo gris) fue raro, por lo general asociado con la variedad georgiana de iglesias construidas en el período de Nicolás II. La importancia del patrón de color aumentaba con el tamaño de la construcción: era casi universal en las catedrales grandes, pero innecesario en las pequeñas iglesias parroquiales.

### Plantas y proporciones de la iglesia
Según los estudios de 1870 de Nikodim Kondakov, la arquitectura del Imperio bizantino empleó tres modelos de iglesias distintos:
- El primer modelo, el de una catedral simétrica de domo único (o modelo de Hagia Sofia) fue establecido en el siglo VI por Justiniano I. Las catedrales bizantinas tradicionales tenían dos pechinas o ábsides; el modelo ruso desarrollado por Kuzmín, Grimm y Kosiakov empleaba casi siempre cuatro.

- El modelo de Ravena de la Italia bizantina empleaba plantas basilicales alargadas. Seguía siendo común en Europa occidental, pero rara vez se usaba en Rusia.

- El modelo de cinco cúpulas, que surgió en el siglo IX y floreció durante las dinastías macedónica y comnenia. Fue la planta preferida para edificar las iglesias ortodoxas rusas durante siglos.[Sav. 14]

Las grandes catedrales neobizantinas erigidas en Rusia seguían tanto el modelo de cúpula simple como el de cinco cúpulas. El modelo de un único domo fue estandarizado por Grimm y Kosiakov, y se utilizó en todo el Imperio con cambios mínimos. La arquitectura de cinco domos mostró una mayor variedad a medida que los arquitectos experimentaron con las proporciones y la ubicación de las cúpulas laterales:

Proporciones de la catedrales de cinco domos
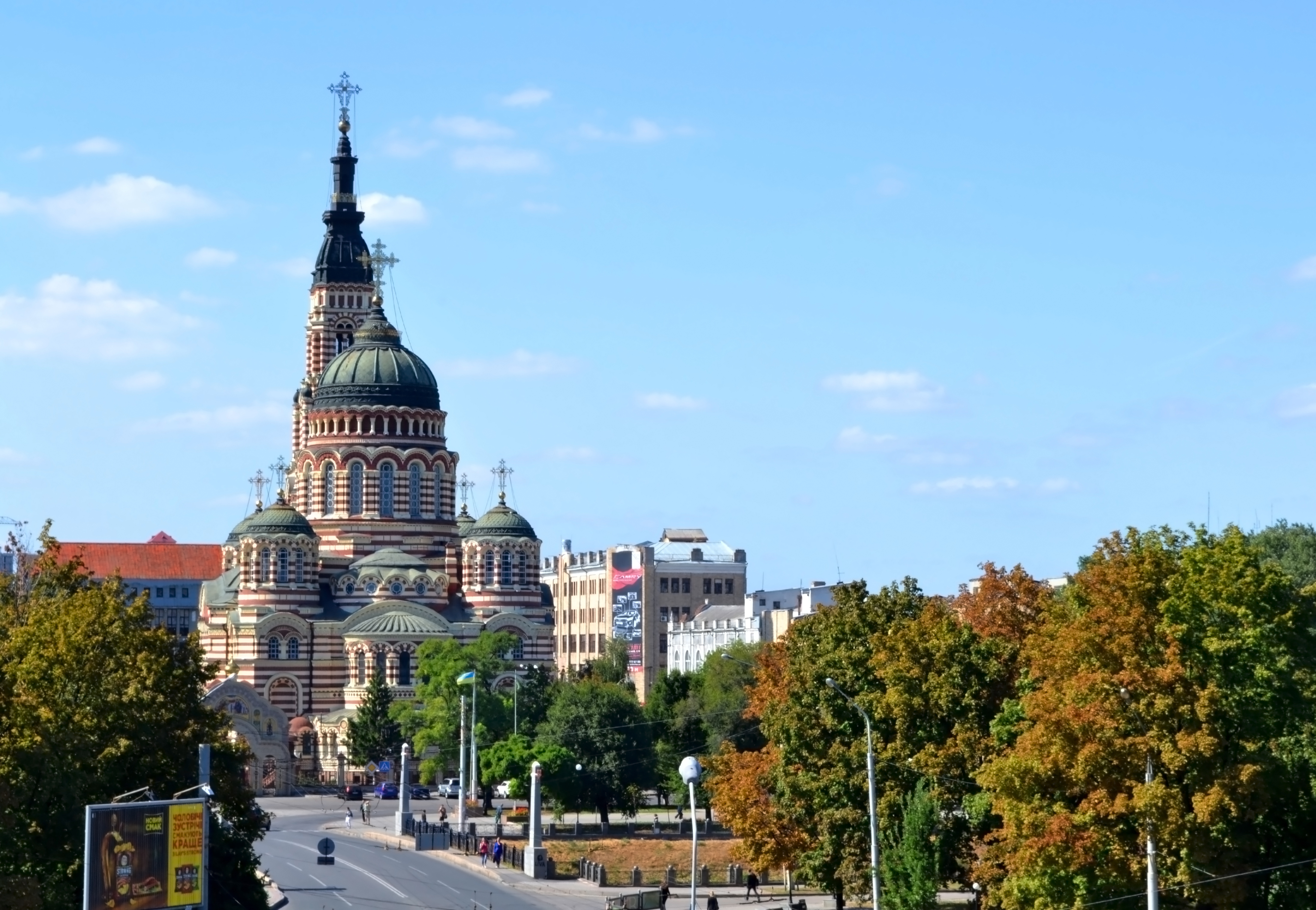
Catedral de la Anunciación de Járkov (1888–1901)
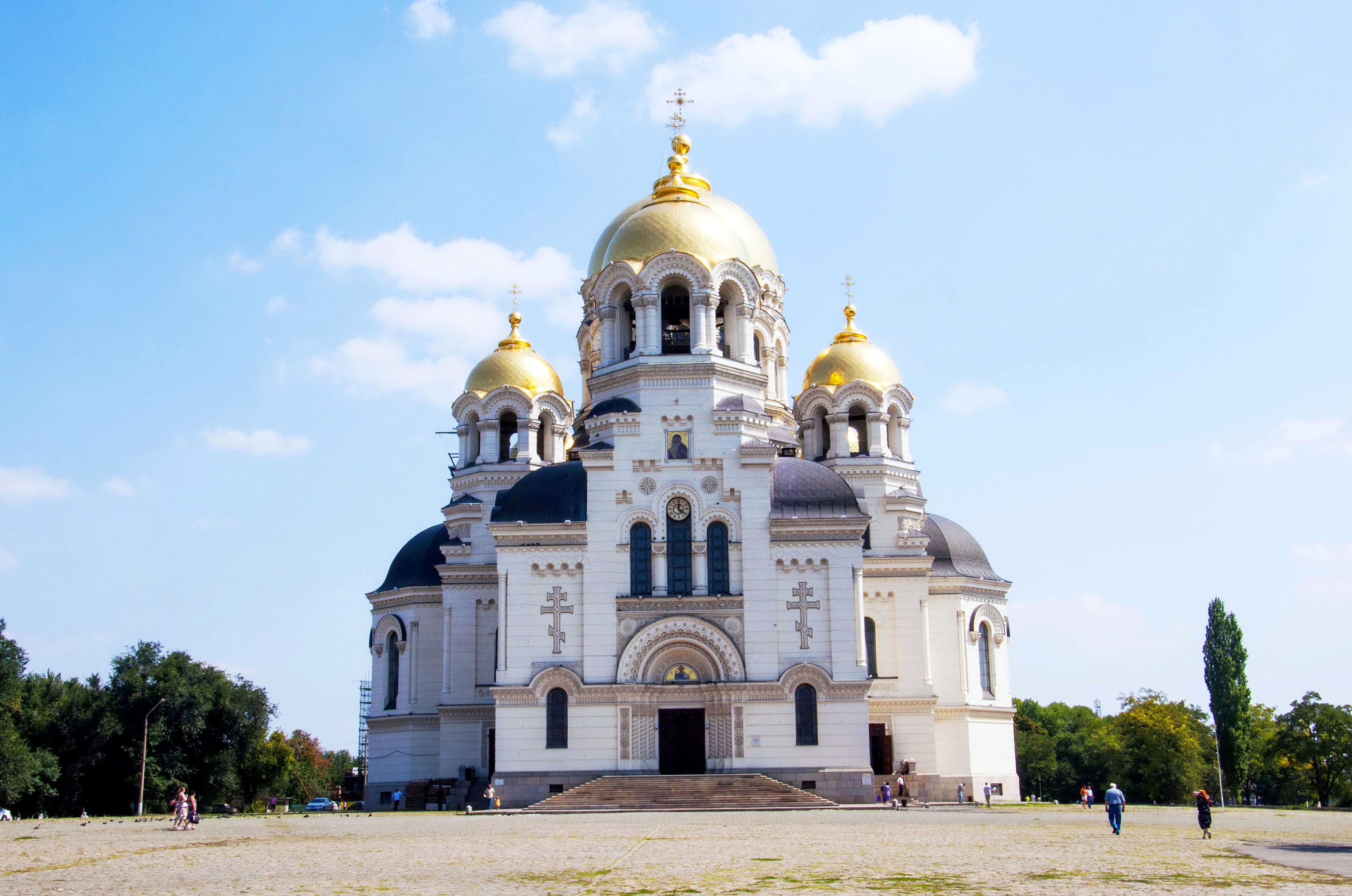
Catedral de la Ascensión de Novocherkassk (1891–1905)
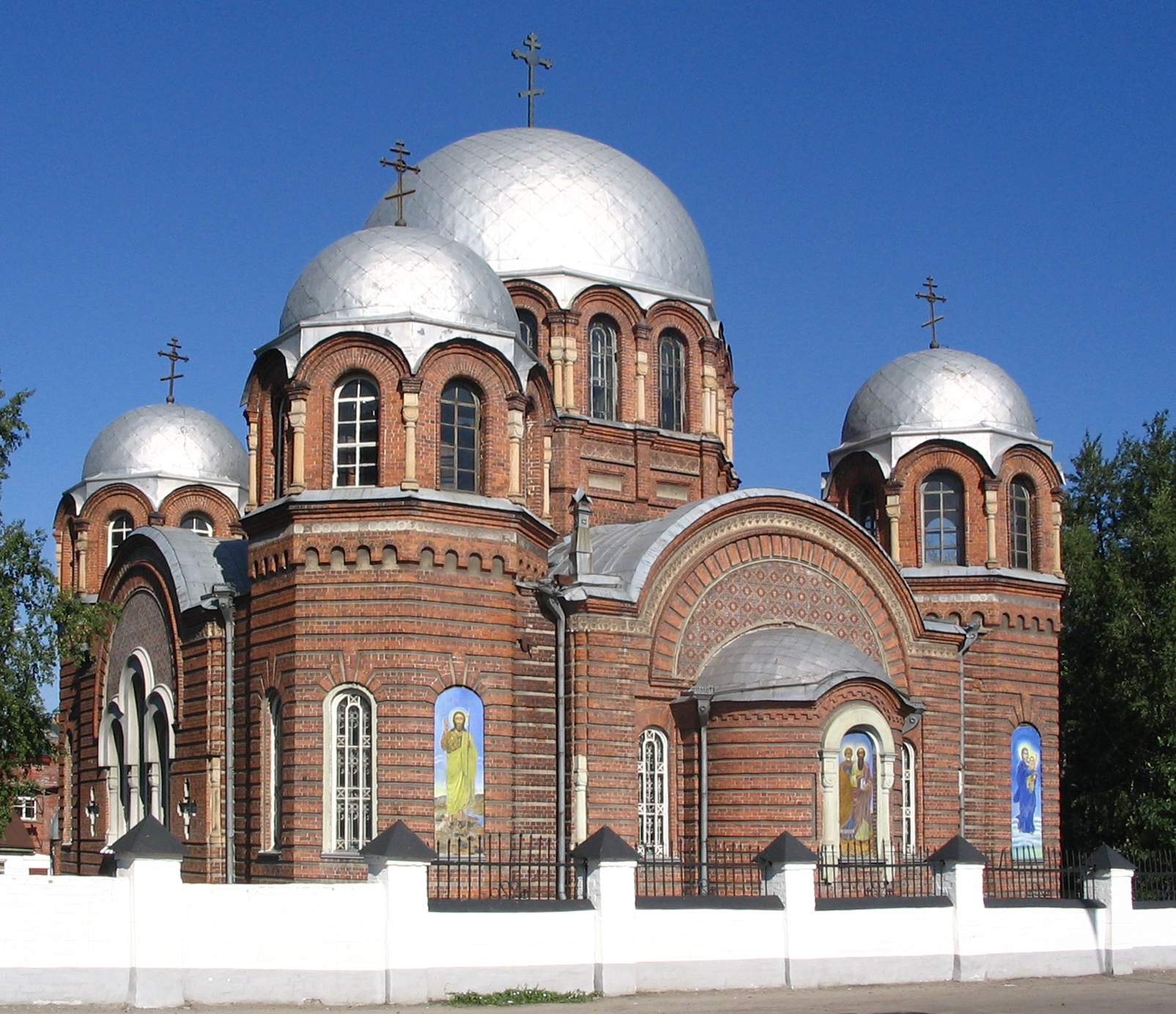
Catedral de Tomsk (1909–1911)
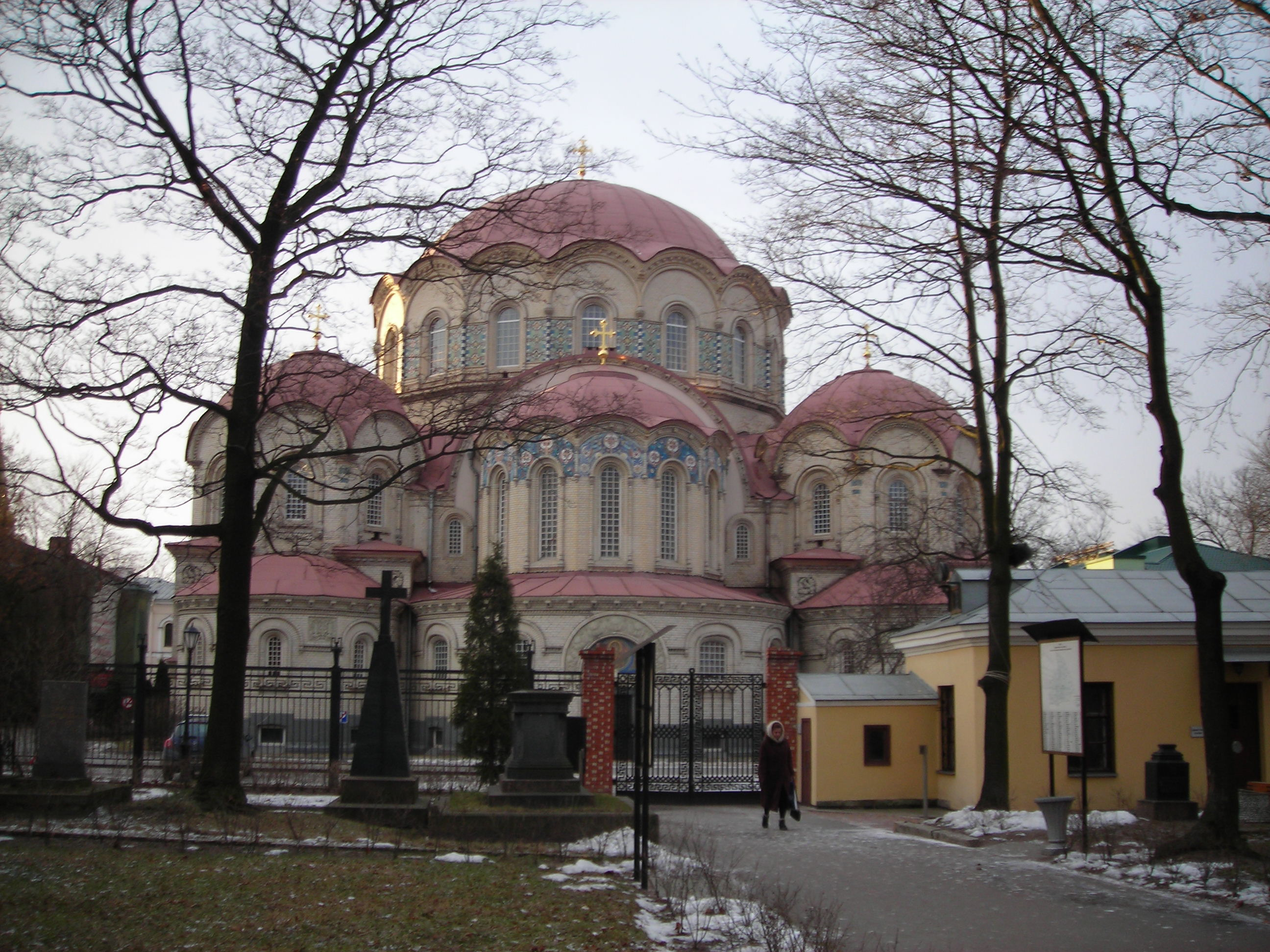
Iglesia del monasterio Voskresenski Novodévichi en San Petersburgo (1908–1915)

Las iglesias más pequeñas seguían casi siempre el modelo de domo único. En unos pocos casos (como en la iglesia de San Jorge, en Ardon, 1885-1901) se añadieron mecánicamente cúpulas laterales muy pequeñas a un esquema básico de un solo domo. Las iglesias basilicales surgieron en la última década del Imperio; todos los ejemplos fueron pequeñas iglesias parroquiales como la capilla de la Cabaña de Kutúzov en Moscú.

### El problema del campanario
El canon neoclásico dictaba que el campanario debería ser sustancialmente más alto que el domo principal. Un campanario alto y estrecho, idealmente, equilibraba la edificación principal relativamente plana. Ya en la década de 1830, Konstantín Thon y sus seguidores se encontraron con el «problema del campanario»: las formas verticales compactas de las catedrales ruso-bizantinas de Thon no combinaban bien con los campanarios tradicionales. La solución de Thon fue eliminar por completo el campanario e instalar las campanas en un pequeño campanario separado (catedral de Cristo Salvador de Moscú) o integrar el campanario en la edificación principal (catedral de Yeléts). El mismo problema persistió en los diseños neobizantinos, al menos en las edificaciones altas convencionales inspiradas en la catedral de Tbilisi de Grimm. El propio Grimm colocó las campanas en una torre relativamente baja, completamente separada y situada muy por detrás de la catedral. Sin embargo, el clero prefería claramente campanarios integrados; los campanarios separados siguieron siendo poco comunes.
Ernest Gibere, autor de la catedral de Samara (1867-1894), por el contrario, instaló un alto campanario masivo justo encima del portal principal. Gibere colocó deliberadamente el campanario inusualmente cerca de la cúpula principal, de modo que en la mayoría de los ángulos de visión se mezclaban en una única forma vertical. Este diseño fue favorecido por el clero, pero fue criticado duramente por arquitectos contemporáneos como Antony Tomishko (arquitecto de la prisión Krestý y su iglesia bizantina de Alejandro Nevski). Se reprodujo en Taskent (1867-1887), en Łódź (1881-1884), en el monasterio de Valaam (1887-1896), en Járkov (1888-1901), en Sarátov (1899) y en otras ciudades y monasterios. La mayoría de los edificios bizantinos, sin embargo, siguieron una opción intermedia: el campanario también estaba situado encima del portal, pero era relativamente bajo (similar a las cúpulas laterales o a los ábsides, o incluso más bajo), y quedaba separado de la cúpula principal (catedral de Riga (1876-1884), catedral de Novocherkassk (1891-1904) y otros).

## Legado

### Destrucción
La arquitectura neobizantina, como revival ruso, no tuvo la menor posibilidad de sobrevivir a la campaña antirreligiosa de la década de los años de 1920. La destrucción alcanzó su punto máximo en 1930, apuntando, sin lógica aparente, hasta a las grandes catedrales del centro de la ciudad: la catedral de San Nicolás de Járkov fue demolida «para dinamizar las líneas del tranvía», mientras que la catedral de la Anunciación, más grande, permaneció en pie. La mayoría de las iglesias restantes se cerraron al culto y se convirtieron en almacenes, cines u oficinas, y se dejaron arruinar sin el mantenimiento adecuado. Pese a ello muchas de las iglesias bizantinas sobrevivieron más allá de la caída de la Unión Soviética. Las tablas que siguen a continuación, que incluyen las principales catedrales bizantinas y las grandes iglesias parroquiales, resumen el estado de destrucción y preservación actual (2008).
|                    |                                                          |                          |                                                                                  |                                      | Construcción |          |                                                                              |
| Imagen             | Localización                                             | País (fronteras de 2007) | Nombre del edificio                                                              | Arquitecto                           | Inicio       | Fin      | Destino                                                                      |
|                    | Ardón, República de Osetia del Norte-Alania              | Rusia                    | Iglesia de San Jorge                                                             |                                      | 1885         | 1901     | Existente                                                                    |
|                    | Catedral de San Vladimiro de Astracán                    | Astracán                 | Rusia                                                                            | Vasili Kosiakov                      | 1895         | 1902     | Existente                                                                    |
|                    | Bakhchisaray                                             | Ucrania                  | Iglesia de San Inocencio de Irkutsk                                              |                                      |              | 1896     | Dañada por un terremoto en 1927, demolida en los años 1930                   |
| [[Archivo:\|80px]] | Białowieża                                               | Polonia                  | Iglesia de San Nicolás                                                           | Friedrich Przhezslavsky              | 1895         | 1897     | Existente                                                                    |
|                    | Birsk                                                    | Rusia                    | Iglesia de los Tres Santos de Kazán                                              |                                      | 1895         | 1899     | Existente; renombrada como Iglesia de San Nicolás                            |
| [[Archivo:\|80px]] | Monasterio de Căpriana                                   | Moldova                  | Catedral de San Jorge                                                            | Atr. a Alexander Bernardazzi         |              | 1903     | Existente                                                                    |
| [[Archivo:\|80px]] | Chernoyarskaya, República de Osetia del Norte-Alania     | Rusia                    | Iglesia de San Pedro y San Pablo                                                 |                                      | 1900         | 1904     | Existente                                                                    |
| [[Archivo:\|80px]] | Quersoneso                                               | Ucrania                  | Catedral de San Vladímir de Quersoneso                                           | David Grimm                          | 1861         | 1879     | Existente                                                                    |
|                    | Chişinău                                                 | Moldavia                 | Iglesia de San Pantaleón                                                         | Alexander Bernardazzi                | 1889         | 1891     | Existente                                                                    |
|                    | Chitá, krai de Zabaikalie                                | Rusia                    | Catedral de San Alejandro Nevsky                                                 |                                      | 1899         | 1909     | Demolida en 1936-1937                                                        |
| [[Archivo:\|80px]] | Ekaterimburgo                                            | Rusia                    | Iglesia de Todos los Santos en el convento de Nuevo Tikhvin                      |                                      | 1900         | 1902     | Existente                                                                    |
|                    | Feodosiya                                                | Ucrania                  | Catedral de San Alejandro Nevsky                                                 |                                      |              | 1871     | Demolida                                                                     |
| [[Archivo:\|80px]] | Feodosiya                                                | Ucrania                  | Iglesia del icono de Kazán en el monasterio Teplovsky                            | Keil                                 |              | 1907     | Existente                                                                    |
|                    | Fergana                                                  | Uzbekistán               | Iglesia de San Alejandro Nevsky                                                  | Sakovich                             | 1891         | 1899     | Demolida en 1936                                                             |
|                    | Ganyá                                                    | Azerbaiyán               | Iglesia de San Alejandro Nevsky                                                  |                                      |              | 1887     | Existente                                                                    |
|                    | Gelendzhik                                               | Rusia                    | Iglesia de la Ascension                                                          | Vasilyev                             | 1905         | 1909     | Existente                                                                    |
|                    | Glújiv                                                   | Ucrania                  | Iglesia de San Anastasios                                                        | Andrey Huhn                          | 1884         | 1893     | Existente                                                                    |
|                    | Gurzuf                                                   | Ucrania                  | Iglesia de la Dormición                                                          | Dmitry Chichagov (atr.)              | 1887         | 1891     | Demolida                                                                     |
|                    | Inkerman                                                 | Ucrania                  | Iglesia                                                                          | Alekséi Avdeyev                      |              |          |                                                                              |
|                    | Irkutsk                                                  | Rusia                    | Catedral del Icono de Nuestra Señora de Kazán                                    | Heinrich Rosen                       | 1875         | 1892     | Demolida en la década de 1930                                                |
|                    | Irkutsk                                                  | Rusia                    | Catedral Nueva de la ciudad del Icono de Nuestra Señora de Kazán                 | G.V. Rosen (presumiblemente)         | 1885         | 1892     | Existente; cúpulas bizantinas fueron reconstruidas como cubierta en pabellón |
|                    | Irkutsk                                                  | Rusia                    | Iglesia de Anunciación                                                           |                                      | 1888         | 1891     | Demolida en la década de 1920                                                |
| [[Archivo:\|80px]] | Ivánovo                                                  | Rusia                    | Iglesia de Nuestro Salvador                                                      | Fyodor Schechtel                     | 1898         | 1903     | Demolida en 1937                                                             |
| [[Archivo:\|80px]] | Kalisz                                                   | Polonia                  | Iglesia "Rusa"                                                                   |                                      |              | 1876     | Demolida                                                                     |
|                    | Kamianets-Podilskyi                                      | Ucrania                  | Iglesia de San Alejandro Nevsky                                                  |                                      | 1891         | 1898     | Demolida en 1932; réplica construida en 2000                                 |
| [[Archivo:\|80px]] | Kamyshnoe, Óblast de Kursk                               | Rusia                    | Iglesia de Nativity of Christ                                                    | Vladimir Slesarev                    |              | 1906     | ..                                                                           |
| [[Archivo:\|80px]] | Kars                                                     | Turquía                  | Catedral "Militar"                                                               |                                      |              |          | Demolida                                                                     |
|                    | Kaunas                                                   | Lituania                 | Iglesia del Arcángel San Miguel en la fortaleza de Kovno                         | K. H. Limarenko                      | 1891         | 1895     | Existente, convertida en iglesia católica                                    |
| [[Archivo:\|80px]] | Járkov                                                   | Ucrania                  | Iglesia de San Nicolás                                                           | Vladimir Nemkin                      | 1887         | 1896     | Demolida en 1930                                                             |
| [[Archivo:\|80px]] | Járkov                                                   | Ucrania                  | Catedral de la Anunciación                                                       | Mijaíl Lovtsov                       | 1888         | 1901     | Existente                                                                    |
| [[Archivo:\|80px]] | Járkov                                                   | Ucrania                  | Iglesia de San Cirilo y San Metodio                                              |                                      | 1891         | 1897     |                                                                              |
| [[Archivo:\|80px]] | Járkov                                                   | Ucrania                  | Iglesia del Icono de Kazán                                                       | Vladimir Nemkin                      | 1904         | 1912     | Existente, nunca clausurada                                                  |
| [[Archivo:\|80px]] | Járkov                                                   | Ucrania                  | Iglesia del Colegio de Comercio                                                  | A. N. Beketov                        |              | 1896     |                                                                              |
| [[Archivo:\|80px]] | Járkov                                                   | Ucrania                  | Iglesia del Icono de Ozerian sobre la Cold Hill                                  | Vladimir Nemkin                      | 1892         | 1901     | Existente                                                                    |
| [[Archivo:\|80px]] | Jasaviurt                                                | Rusia                    | Catedral de Theotokos Orans                                                      |                                      |              |          |                                                                              |
| [[Archivo:\|80px]] | Óblast de Jersón                                         | Ucrania                  | Catedral de la Trinidad del convento de la Anunciación                           |                                      | 1900         | 1909     | Demolida                                                                     |
| [[Archivo:\|80px]] | Convento de Jotkovo                                      | Rusia                    | Catedral de San Nicolás                                                          | Alexander Latkov                     | 1899         | 1904     | Existente                                                                    |
| [[Archivo:\|80px]] | Kielce                                                   | Polonia                  | Iglesia de San Nicolás ("iglesia Guarnición")                                    | Stanisław Szpakowsky                 | 1902         | 1904     | Existente, convertida en iglesia católica                                    |
|                    | Kiev                                                     | Ucrania                  | Catedral de San Vladimir                                                         | Varios arquitectos                   | 1862         | 1897     | Existente                                                                    |
|                    | Kiev                                                     | Ucrania                  | Iglesia de San Alejandro Nevsky                                                  |                                      |              | 1888     | Demolida en 1939                                                             |
|                    | Kiev                                                     | Ucrania                  | Iglesia de Anunciación                                                           |                                      |              |          | Demolida en la década de 1930                                                |
|                    | Kiev                                                     | Ucrania                  | Iglesia de Presentación                                                          |                                      |              |          | Demolida en la década de 1930                                                |
| [[Archivo:\|80px]] | Kotly, Óblast de Leningrado                              | Rusia                    | Iglesia de San Nicolás                                                           | Nikolay Nikonov                      | 1882         | 1910     | Existente                                                                    |
|                    | Kislovodsk                                               | Rusia                    | Iglesia de San Nicolás                                                           |                                      |              | 1888     | Demolida; catedral epónima construida en 1993-2006 en diferente estilo       |
|                    | Kolomna                                                  | Rusia                    | Iglesia de la Santísima Trinidad                                                 | Max Hoeppener                        | 1892         | 1907     | Existente, fuertemente dañada                                                |
|                    | Krasnodar                                                | Rusia                    | Catedral de Santa Catalina                                                       | Ivan Malgerb                         | 1898         | 1914     | Existente                                                                    |
| [[Archivo:\|80px]] | Krasnodar                                                | Rusia                    | Iglesia de la Resurrección                                                       |                                      | 1887         | 1892     | Demolida en la década de 1930                                                |
|                    | Kronstadt                                                | Rusia                    | Catedral naval de San Nicolás de Kronstadt                                       | Vasili Kosiakov                      | 1901         | 1913     | Existente                                                                    |
|                    | Kronstadt                                                | Rusia                    | Iglesia de San Nicolás (iglesia Hospital)                                        | Vasili Kosiakov                      |              | 1905     | Existente                                                                    |
| [[Archivo:\|80px]] | Kultaevo, Krai de Perm                                   | Rusia                    | Iglesia de San Juan Bautista                                                     |                                      | 1911         | 1917     | Existente                                                                    |
| [[Archivo:\|80px]] | Lesnoe Ukolovo, Óblast de Kursk                          | Rusia                    | Iglesia de la Natividad de Cristo                                                |                                      |              |          |                                                                              |
| [[Archivo:\|80px]] | Livadia                                                  | Ucrania                  | Iglesia de la Cruz de Nuestra Señor en el palacio Livadia                        | Ippolit Monighetti Nikolay Krasnov   | 1862         | 1866     | Existente                                                                    |
| [[Archivo:\|80px]] | Livadia                                                  | Ucrania                  | Iglesia de la Ascension                                                          | Alphonse Vincennes                   | 1872         | 1876     | Destruida por un terremoto en 1927                                           |
|                    | Łódź                                                     | Polonia                  | Iglesia de San Alejandro Nevsky                                                  | Karl Maevsky                         | 1880         | 1884     | Existente                                                                    |
|                    | Luga, óblast de Leningrado                               | Rusia                    | Iglesia del Icono de Kazán                                                       | Nikolay Kudtyavtsev                  | 1901         | 1904     | Existente                                                                    |
|                    | Lviv                                                     | Ucrania                  | Iglesia de San Jorge                                                             | Vincent Ravsky                       | 1897         | 1901     | Existente                                                                    |
|                    | Lysva                                                    | Rusia                    | Iglesia de la Santísima Trinidad                                                 | Alexander Turchevich                 | 1891         | 1898     | Demolida en 1930                                                             |
|                    | Maloyaroslavets                                          | Rusia                    | Catedral de la Dormición de Theotokos en el monasterio Saint Tikhon              | Boleslav Savitsky                    | 1894         | 1905     | Existente                                                                    |
| [[Archivo:\|80px]] | Maloyaroslavets                                          | Rusia                    | Catedral de la Transfiguración de Nuestro Salvador en el monasterio Saint Tikhon | Boleslav Savitsky                    | 1894         | 1897     | Existente                                                                    |
| [[Archivo:\|80px]] | Manglisi                                                 | Georgia                  | Iglesia de San Pedro y San Pablo ("Iglesia militar")                             |                                      |              | 1897     | Demolida                                                                     |
| [[Archivo:\|80px]] | Moscú                                                    | Rusia                    | Iglesia del Icono de Kazán, de las puertas Kaluga                                | Nikolay Nikitin                      | 1876         | 1886     | Demolida                                                                     |
| [[Archivo:\|80px]] | Moscú                                                    | Rusia                    | Iglesia de San Juan Crisóstomo en el monasterio Donskoy                          | Alexander Vincennes                  | 1888         | 1891     | Existente                                                                    |
| [[Archivo:\|80px]] | Moscú                                                    | Rusia                    | Iglesia de Theotokos Orans en Aksinyino                                          | Alexander Weydenbaum                 | 1883         | 1900     | Existente                                                                    |
| [[Archivo:\|80px]] | Moscú                                                    | Rusia                    | Iglesia de San Demetrio en Devichye Pole                                         | Konstantin Bykovsky                  | 1886         | 1895     | Existente                                                                    |
| [[Archivo:\|80px]] | Moscú                                                    | Rusia                    | Catedral de la Epifanía en Dorogomilovo                                          | Vasily Sretensky                     | 1898         | 1910     | Demolida                                                                     |
| [[Archivo:\|80px]] | Moscú                                                    | Rusia                    | Iglesia de Theotokos de Vatopedi                                                 | Vladimir Adamovich                   | 1908         | 1909     | Existente                                                                    |
| [[Archivo:\|80px]] | Moscú                                                    | Rusia                    | Iglesia de Theotokos Orans en Kuntsevo                                           | Sergey Solovyov                      | 1911         | 1913     | Existente                                                                    |
| [[Archivo:\|80px]] | Moscú                                                    | Rusia                    | Iglesia de Arcángel Miguel de Kutuzov's Hut                                      | Mikhail Litvinov                     | 1911         | 1912     | Existente                                                                    |
| [[Archivo:\|80px]] | Moscú                                                    | Rusia                    | Iglesia de San Jorge en Georgian Sloboda                                         | Vasily Sretensky                     | 1879         | 1899     | Existente externamente, convertida en el interior en clases de colegio       |
| [[Archivo:\|80px]] | Moscú                                                    | Rusia                    | Iglesia de la Protección de Theotokos (Viejos Creyentes)                         | Vladimir Desyatov                    | 1908         | 1910     | Existente                                                                    |
|                    | Mykolaiv                                                 | Ucrania                  | Iglesia de San Alejandro Nevsky del Hospital Naval                               |                                      |              | 1886     | Fuertemente dañada, en reconstrucción                                        |
| [[Archivo:\|80px]] | Narva                                                    | Estonia                  | Iglesia de la Resurrección                                                       | Pavel Alish                          | 1890         | 1896     | Existente                                                                    |
| [[Archivo:\|80px]] | Monasterio de Nuevo Athos                                | Georgia (Abkhazia)       | Monasterio de Saint Simon Cannaanite                                             | Nikolay Nikonov                      | 1888         | 1900     | Existente                                                                    |
| [[Archivo:\|80px]] | Nikolaevka, distrito de Birsk, República de Baskortostán | Rusia                    | Iglesia del Arcángel Miguel                                                      |                                      | 1907         | 1917     | Abandonada, slowly decaying as at November 2006                              |
| [[Archivo:\|80px]] | Nizhny Novgorod                                          | Rusia                    | Catedral de la Transfiguración de Nuestro Salvador                               | Pavel Malinovsky                     | 1900         | 1904     | Existente                                                                    |
| [[Archivo:\|80px]] | Nizhnyaya Salda                                          | Rusia                    | Iglesia de San Alejandro Nevsky                                                  | Segey Kozlov                         |              | 1905     | Existente, en reconstrucción                                                 |
| [[Archivo:\|80px]] | Monasterio de Noul Neamţ                                 | Moldova                  | Iglesia de invierno                                                              |                                      | 1902         | 1905     | Existente                                                                    |
|                    | Novocherkassk                                            | Rusia                    | Catedral de la Ascensión de Novocherkask ("catedral militar")                    | Alexander Yaschenko                  | 1891         | 1905     | Existente                                                                    |
|                    | Novocherkassk                                            | Rusia                    | Iglesia de San Alejandro Nevsky (Novocherkassk)                                  | N. E. Anokhin                        | 1888         | 1903     | Existente                                                                    |
| [[Archivo:\|80px]] | Novoosetinovskaya, República de Osetia del Norte-Alania  | Rusia                    | Iglesia de San Nicolás                                                           | Alexander Bogdanov                   | 1911         | 1918     | Existente, en reconstrucción                                                 |
|                    | Novosibirsk                                              | Rusia                    | Iglesia de San Alejandro Nevsky                                                  | N. Solovyov                          | 1896         | 1899     | Existente                                                                    |
| [[Archivo:\|80px]] | Oboyan, Óblast de Kursk                                  | Rusia                    | Catedral de San Alejandro Nevsky                                                 | Vladimir Slesarev                    |              | 1907     | Existente                                                                    |
| [[Archivo:\|80px]] | Odesa                                                    | Ucrania                  | Iglesia del Profeta Elías en el Monasterio epónimo                               |                                      |              | 1886     | Existente                                                                    |
| [[Archivo:\|80px]] | Odesa                                                    | Ucrania                  | Iglesia de the Icon of Our Lady Feeding Milk                                     |                                      |              | 1896     | Demolida                                                                     |
| [[Archivo:\|80px]] | Oremburgo                                                | Rusia                    | Catedral del Icono de Kazán                                                      | Alexander Yaschenko                  | 1886         | 1895     | Demolida en 1932-1936                                                        |
|                    | Ostroh                                                   | Ucrania                  | Iglesia de la Epifanía (reconstruida a partir de una iglesia medieval)           |                                      | 1887         | 1891     | Existente                                                                    |
| [[Archivo:\|80px]] | Plastunovskaya, krai de Krasnodar                        | Rusia                    | Iglesia de la Epifanía                                                           |                                      | 1870         | 1899     | Existente                                                                    |
|                    | Polotsk                                                  | Bielorrusia              | Catedral del Monasterio de San Eufrosina                                         | Vladimir Korshikov                   | 1893         | 1899     | Existente                                                                    |
| [[Archivo:\|80px]] | Ponyri Vtorye, Óblast de Kursk                           | Rusia                    | Iglesia de la Santísima Trinidad                                                 | Nikolay Grushetsky                   | 1903         | 1910     | Existente                                                                    |
| [[Archivo:\|80px]] | Poti                                                     | Georgia                  | Catedral de Poti                                                                 | Alexander Zelenko, Robert Marfeld    | 1905         | 1907     | Demolida                                                                     |
| [[Archivo:\|80px]] | Prokhladnaya, Kabardino-Balkaria                         | Rusia                    | Iglesia de San Nicolás                                                           | Vladimir Grosmann Mikhail Surmievich | 1882         | 1886     | Existente                                                                    |
|                    | Riga                                                     | Letonia                  | Catedral de la Natividad de Riga                                                 | Nikolai Chagin y Robert Pflug        | 1875         | 1884     | Existente                                                                    |
|                    | Rostov-na-Donu                                           | Rusia                    | Catedral de San Alejandro Nevsky                                                 | Alexander Yaschenko                  | 1891         | 1908     | Demolida en la década de 1920                                                |
| [[Archivo:\|80px]] | Rostov-na-Donu (Nor Nakhichevan)                         | Rusia                    | Iglesia de San Alejandro Nevsky                                                  | Alexander Pomerantsev                |              | 1898     | Demolida en 1937                                                             |
| [[Archivo:\|80px]] | San Petersburgo                                          | Rusia                    | Iglesia de Demetrios de Thessaloniki en la plaza Griega                          | Román Kuzmín                         | 1861         | 1866     | Received direct bomb hit in World War II, demolida en 1959                   |
| [[Archivo:\|80px]] | San Petersburgo                                          | Rusia                    | Iglesia en memoria de la gran duquesa Alexandra Nikolaevna en el Model Orphanage | Fyodor Kharlamov                     | 1867         | 1876     | Demolida en 1938                                                             |
| [[Archivo:\|80px]] | San Petersburgo                                          | Rusia                    | Iglesia de Nuestro Salvador (cementerio Shuvalovskoe )                           | Konstantin Kuzmin                    | 1876         | 1880     | Existente                                                                    |
| [[Archivo:\|80px]] | San Petersburgo                                          | Rusia                    | Iglesia de Blessed Andrew en Timenkov Almshouse                                  | Karl Wehrheim                        | 1871         | 1877     | Demolida                                                                     |
| [[Archivo:\|80px]] | San Petersburgo                                          | Rusia                    | Iglesia del Icono de Kazán en Yeliseev Almshouse                                 | Karl Wehrheim, Ferdinand Miller      | 1881         | 1885     | Demolida en 1929                                                             |
|                    | San Petersburgo                                          | Rusia                    | Iglesia de Nuestra Señora la Misericordiosa                                      | Vasili Kosiakov                      | 1888         | 1898     | Existente, gestionada por la Marina, en malas condiciones                    |
| [[Archivo:\|80px]] | San Petersburgo                                          | Rusia                    | Iglesia de San Alejandro Nevsky en la prisión de Kresty                          | Antony Tomishko                      | 1889         | 1890     | Existente                                                                    |
| [[Archivo:\|80px]] | San Petersburgo                                          | Rusia                    | Convento de san Juan, de río Karpovka                                            | Nikolay Nikonov                      | 1899         | 1911     | Existente. Residencia oficial del Patriarca en San Petersburgo               |
| [[Archivo:\|80px]] | San Petersburgo                                          | Rusia                    | Iglesia de la Dormición y San Basilio                                            | Nikolay Nikonov                      | 1905         | 1908     | Demolida en 1932-1933                                                        |
| [[Archivo:\|80px]] | San Petersburgo                                          | Rusia                    | Iglesia del Icono de Kazán (Convento de Novodevichy)                             | Vasili Kosiakov                      | 1908         | 1915     | Existente                                                                    |
| [[Archivo:\|80px]] | Samara                                                   | Rusia                    | Iglesia del Icono de Smolensk                                                    |                                      |              | Demolida |                                                                              |
| [[Archivo:\|80px]] | Samara                                                   | Rusia                    | Catedral de la Resurrección de Nuestro Salvador                                  | Ernest Gibere                        | 1886         | 1894     | Demolida en 1930                                                             |
| [[Archivo:\|80px]] | Samara                                                   | Rusia                    | Iglesia de San Nicolás en monasterio de San Nicolás                              |                                      |              |          | Demolida en 1930                                                             |
| [[Archivo:\|80px]] | Saratov                                                  | Rusia                    | Iglesia de San Nicolás                                                           |                                      | 1901         | 1904     | Demolida                                                                     |
| [[Archivo:\|80px]] | Saratov                                                  | Rusia                    | Iglesia en el Convento de la Cruz                                                | Yury Terlikov                        | 1899         | 1904     | Demolida                                                                     |
| [[Archivo:\|80px]] | Serpovoye, Óblast de Tambov                              | Rusia                    | Iglesia de la Resurrección                                                       | Desconocido                          | 1900         | 1909     | Existente                                                                    |
|                    | Sebastopol                                               | Ucrania                  | Catedral de Vladímir (Sebastopol)                                                | Aleksei Avdeyev                      | 1873         | 1888     | Existente                                                                    |
| [[Archivo:\|80px]] | Sebastopol                                               | Ucrania                  | Iglesia de San Alejandro Nevsky                                                  |                                      |              | 1896     | Demolida                                                                     |
|                    | Stary Oskol, óblast de Kursk                             | Rusia                    | Iglesia de San Alejandro Nevsky                                                  |                                      | 1900         | 1903     | Existente, Catedral de Belgorod Diocese since 1995                           |
|                    | Strelna                                                  | Rusia                    | Iglesia de la Resurrección de Nuestro Salvador en Trinity-Sergiev Pustyn         | Alfred Parland, Ignaty Malyshev      | 1872         | 1874     | Demolida en la década de 1960                                                |
|                    | Strelna                                                  | Rusia                    | Iglesia de San Sergius de Radonezh en Trinity-Sergiev Pustyn                     | Alexey Gornostaev                    | 1854         | 1859     | Demolida en la década de 1960                                                |
| [[Archivo:\|80px]] | Struzhany, óblast de Riazán                              | Rusia                    | Iglesia de la Dormición                                                          |                                      |              | 1909     | Existente                                                                    |
|                    | Sunzha, República de Osetia del Norte-Alania             | Rusia                    | Iglesia de San Nicolás                                                           |                                      | 1866         | 1876     | Demolida en la década de 1930                                                |
|                    | Svencionys                                               | Lituania                 | Iglesia de la Santísima Trinidad                                                 |                                      |              | 1898     | Existente                                                                    |
|                    | Szlachtowa, Ruś Szlachtowska                             | Polonia                  | Iglesia de la Intercesión                                                        |                                      |              |          | Existente                                                                    |
| [[Archivo:\|80px]] | Taskent                                                  | Uzbekistán               | Catedral de la Transfiguración de Nuestro Salvador                               | Ludwig Urlaub                        | 1871         | 1882     | Demolida en la década de 1930                                                |
|                    | Tbilisi                                                  | Georgia                  | Catedral de San Alejandro Nevsky                                                 | David Grimm                          | 1871         | 1897     | Demolida en 1930                                                             |
|                    | Tomsk                                                    | Rusia                    | Catedral de San Pedro y San Pablo                                                | August Lange                         | 1909         | 1911     | Existente                                                                    |
|                    | Monasterio de Valaam                                     | Rusia                    | Iglesia de la Transfiguración de Nuestro Salvador                                | Alexey Silin, Grigory Karpov         | 1887         | 1896     | Existente                                                                    |
|                    | Monasterio de Valuyky, Óblast de Kursk                   | Rusia                    | Iglesia de San Nicolás en el Monasterio Valuyki                                  |                                      |              | 1913     | Demolida                                                                     |
|                    | Verkhoturye                                              | Rusia                    | Iglesia de la Cruz en el Monasterio de San Nicolás                               | Alexander Turchevich                 | 1905         | 1913     | Existente                                                                    |
| [[Archivo:\|80px]] | Vilnius                                                  | Lituania                 | Iglesia del Arcángel Miguel                                                      |                                      | 1893         | 1895     | Existente                                                                    |
|                    | Vilnius                                                  | Lituania                 | Iglesia de Theotokos Orans (Nuestra Señora del Signo)                            |                                      | 1899         | 1903     | Existente                                                                    |
|                    | Vilnius                                                  | Lituania                 | Iglesia de Saint Paraskeva                                                       | Martzinovsky                         |              | 1864     | Existente                                                                    |
|                    | Vilnius                                                  | Lituania                 | Iglesia de San Nicolás en la prisión de Lukishki                                 |                                      |              | 1899     | Existente                                                                    |
| [[Archivo:\|80px]] | Visim, krai de Perm                                      | Rusia                    | Iglesia de San Anatolio y San Nicolás                                            |                                      | 1889         | 1895     | Existente, fuertemente dañada                                                |
|                    | Volgogrado                                               | Rusia                    | Catedral de San Alejandro Nevsky                                                 | Alexander Yaschenko                  | 1901         | 1918     | Demolida en 1932                                                             |
|                    | Voznesenka, República de Baskortostán                    | Rusia                    | Iglesia de la Ascensión                                                          |                                      |              | 1910     | Existente                                                                    |
|                    | Yermashevo, República de Baskortostán                    | Rusia                    | Iglesia del Icono de Kazán                                                       |                                      |              | 1904     | Existente                                                                    |
|                    | Yelovo, krai de Perm                                     | Rusia                    | Iglesia de San Pedro y San Pablo                                                 |                                      |              | 1891     | Existente                                                                    |
|                    | Yershovka, krai de Perm                                  | Rusia                    | Iglesia de San Nicolás                                                           | Alexander Turchevich                 | 1899         | 1908     | Existente                                                                    |
|                    | Yevpatoria                                               | Ucrania                  | Catedral de San Nicolás                                                          | Alexander Bernardazzi                | 1897         | 1899     | Existente                                                                    |
|                    | Yevpatoria                                               | Ucrania                  | Iglesia Griega del Profeta Elías                                                 | atr. a A. A. Heinrich                | 1911         | 1918     | Existente, convertida a convertida en iglesia orodoxa                        |
|                    | Włocławek                                                | Polonia                  | Iglesia de San Nicolás                                                           |                                      | 1902         | 1905     | Demolida en 1925                                                             |

| Localización  | País (fronteras de 2007) | Edificio                                             | Arquitecto            | Construcción inicio | Construcción completada | Destino                                                                                |  |
| Biarritz      | Francia                  | Iglesia de Nativity of Theotokos                     | Nikolay Nikonov       | 1888                | 1892                    | Existente                                                                              |  |
| Jerusalén     | Israel                   | Catedral de la Santísima Trinidad (Russian Compound) |                       |                     |                         | Existente                                                                              |  |
| Jerusalén     | Israel                   | Iglesia de la Resurrección (Russian Compound)        |                       |                     |                         | Existente                                                                              |  |
| Jerusalén     | Israel                   | Iglesia del Icono de Kazán (Russian Compound)        |                       |                     |                         | Existente                                                                              |  |
| Harbin        | China                    | Catedral de la Anunciación                           | Boris Tustanovsky     | 1930                | 1941                    | Demolida en 1966                                                                       |  |
| Harbin        | China                    | Iglesia de la Protección de Theotokos                | Yury Zhdanov          | 1922                | 1922 / 1930             | Diseñada en 1905. Existente. Opera como la única iglesia ortodoxa en Harbin desde 1984 |  |
| Bad Kissingen | Alemania                 | Iglesia de San Sergius de Radonezh                   | Victor Shroeter       | 1898                | 1901                    | ..                                                                                     |  |
| Niza          | Francia                  | Capilla en memoria del último Nicholas Alexandrovich | David Grimm           | 1866                | 1868                    | Existente                                                                              |  |
| Sofia         | Bulgaria                 | Catedral de San Alejandro Nevsky                     | Alexander Pomerantsev | 1904                | 1912                    | Existente                                                                              |  |
| Sofia         | Bulgaria                 | Iglesia de Saint Kral                                |                       |                     |                         |                                                                                        |  |
| Varna         | Bulgaria                 | Catedral de la Dormición del Theotokos               | Ivan Maas             | 1880                | 1886                    | Existente , sede del obispado de Varna y Preslavia                                     |  |

### Revival de las décadas 1990–2000

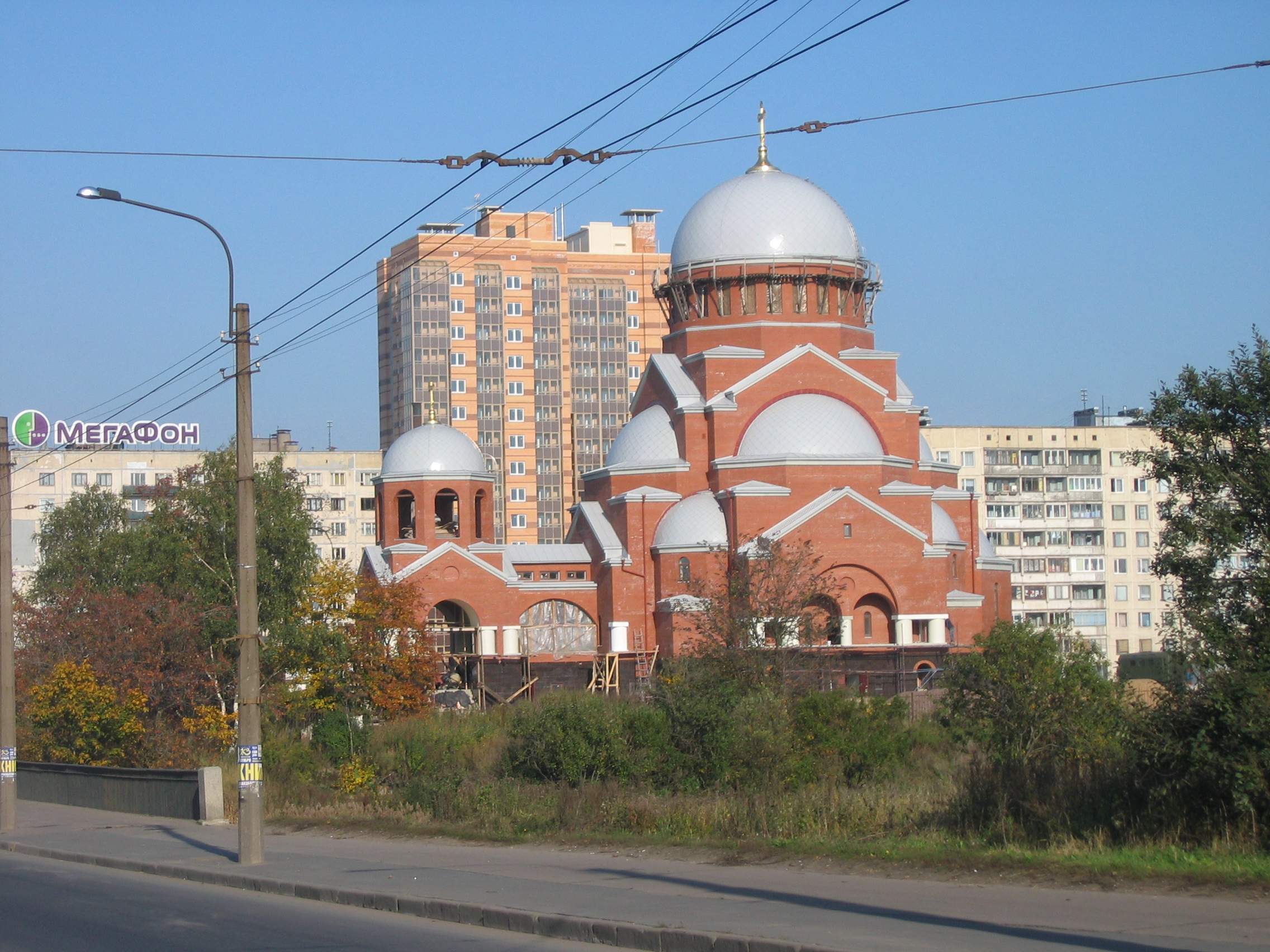
Imitación contemporánea del estilo bizantino en hormigón, San Petersburgo, 1998–2008

El estilo neobizantino sigue siendo poco común en la arquitectura rusa contemporánea. Ha habido proyectos que intentan imitar el contorno y la composición de las típicas catedrales neobizantinas en hormigón armado, omitiendo la complicada construcción de prototipos históricos (por ejemplo, la Iglesia de la Presentación de Jesús en San Petersburgo).
La restauración de iglesias históricas hasta ahora tiene un historial mixto de éxito. Hay al menos un ejemplo de un diseño neobizantino (la iglesia de la "Ciudad" del icono de Kazan en Irkutsk) "restaurada" para imitar el revival ruso mediante la adición de cubiertas en pabellón. Mientras que las principales catedrales han sido restauradas, las iglesias en asentamientos rurales despoblados o en las bases militares (por ejemplo, la iglesia de Nuestra Señora la Misericordiosa en San Petersburgo o la catedral Naval de Kronstadt) permanecen en condiciones ruinosas.